# Abracadabrella elegans
Abracadabrella elegans är en spindelart som först beskrevs av Carl Ludwig Koch 1879.  
Abracadabrella elegans ingår i släktet Abracadabrella och familjen hoppspindlar. Inga underarter finns listade i Catalogue of Life.